# Jamaicaanse spindalis
De Jamaicaanse spindalis (Spindalis nigricephala) is een zangvogel uit de familie Spindalidae.

## Verspreiding en leefgebied
Deze soort is endemisch in Jamaica, een land in het Caraïbisch gebied ten zuiden van Cuba en ten westen van het eiland Hispaniola.